# Anoplostoma heterurum
Anoplostoma heterurum är en rundmaskart som först beskrevs av Nathan Augustus Cobb 1914.  Anoplostoma heterurum ingår i släktet Anoplostoma och familjen Anoplostomatidae. Inga underarter finns listade i Catalogue of Life.